# Alois Schweiger (podnikatel)

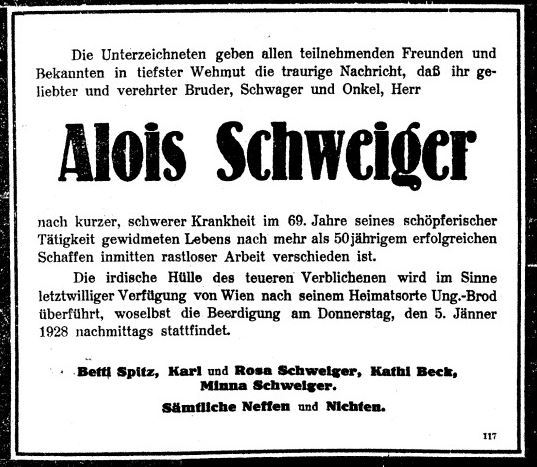
Oznámení o úmrtí Aloise Schweigera v dobovém tisku

Alois Schweiger (3. července 1859 Uherský Brod – 2. ledna 1928 Vídeň), byl rakouský podnikatel a filantrop českého původu, židovského vyznání.

## Život
Alois Schweiger se narodil v židovské rodině Mosese Moritze Schweigera v Uherském Brodě. V roce 1872 odjel do Vídně, kde začínal jako učeň v textilní výrobě a obchodě. Kolem roku 1879 se vydal v té době do britské Indie. Plných 14 let žil a podnikal v Bombaji. Dovážel do Indie zboží z celé rakousko-uherské monarchie, především galanterní výrobky, nitě a také české sklo. Zpět do Evropy vozil tkaniny, koberce a různé další suroviny. Mimo Indii měl obchodní dům i v Miláně a své další filiálky zakládal především v Rakousku a ve Švýcarsku. V roce 1911 se Schwaiger vrátil do Rakouska a založil s účastí banky "Creditanstalt" společnost "Alois Schweiger & Co. GmbH.". V roce 1912 odstoupil z vedení banky Creditanstalt a zároveň se stáhl z obchodního života. Alois Schweiger byl významný velkoobchodník a finančník, který působil v různých koutech světa. Kanceláře své firmy měl v Hamburku, Miláně, Manchesteru, Bombaji, Bangkoku, Kalkatě, Karáčí a Šanghaji. Za jeho podnikatelské schopnosti byl vyznamenán řádem císaře Františka Josefa. Po roce 1918 si ponechal československé občanství a pobýval dva roky v Praze. Poté se vrátil do Vídně, kde strávil zbytek života. Zemřel bezdětný 2. ledna 1928 ve Vídni. Jeho ostatky byly uloženy na novém židovském hřbitově v Uherském Brodě.
Polovinu svého značného majetku odkázal tento bezdětný filantrop svým příbuzným a druhou polovinu městu Uherský Brod. Z městského podílu se vytvořila dle závěti tzv. "Schweigerova nadace", ze které byly vypláceny peníze na podporu potřebných bez rozdílu národnosti a náboženství. Schweigerův městský fond byl v roce 1941 zabaven pro německé účely.